# Освобождение Греции (1944)

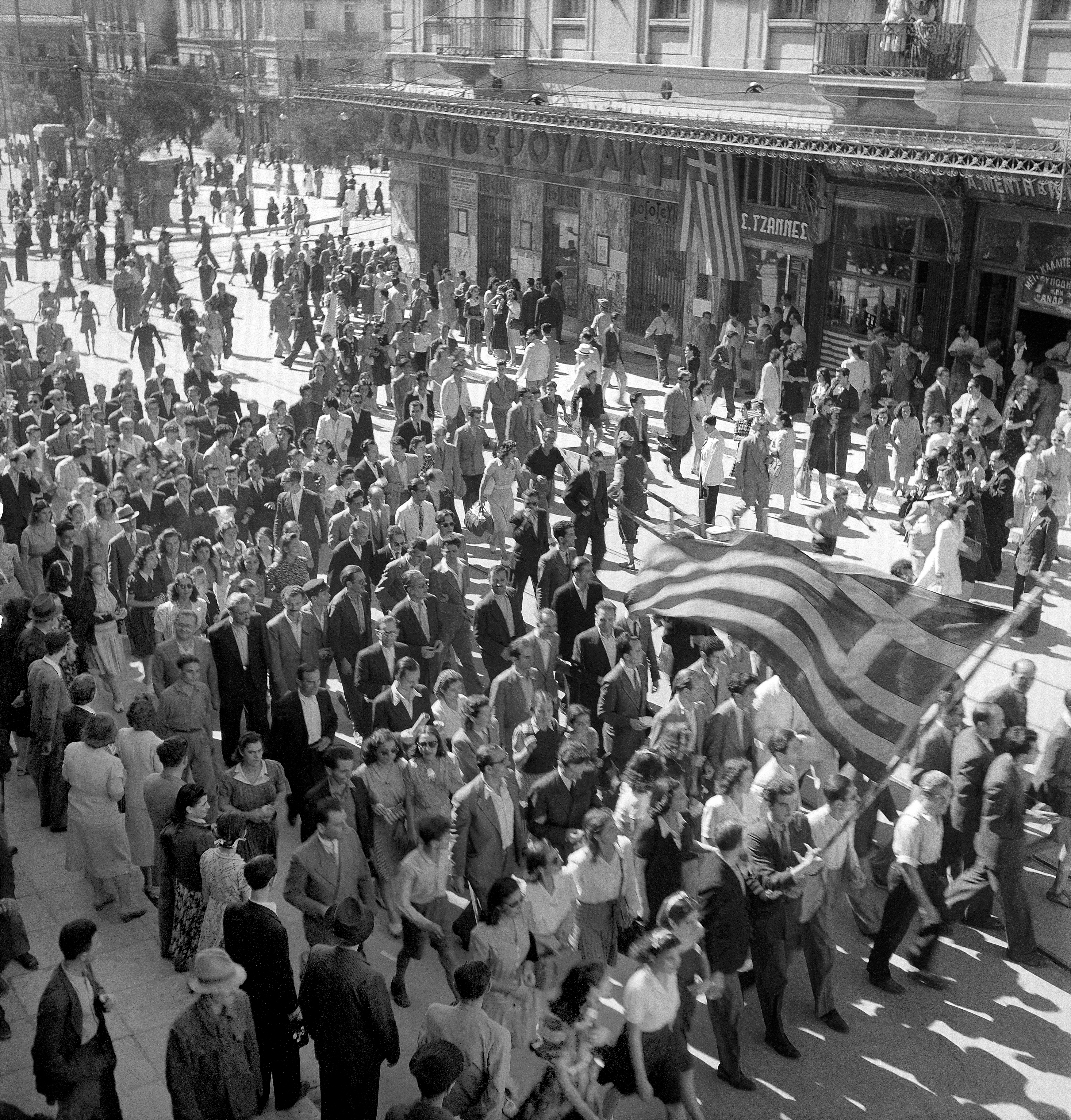
Афиняне празднуют освобождение города. Октябрь 1944 года.

Со словом Освобождение (греч. Απελευθέρωση [апэлэфтэ́роси]) принято связывать эвакуацию из греческой столицы немецких войск, которая состоялась 12 октября 1944 года и считается официальным окончанием оккупационного периода. В отличие от других стран, в Греции празднуется не освобождение, а вступление во Вторую мировую войну 28 октября 1940 года. Вместо этого дата освобождения проходит относительно незамеченной.
В отличие от большинства европейских стран, где имело место массовое судебное наказание коллаборационистов, в Афинах преобладали порядок и спокойствие.